# کاترینا بودن
کاترینا بودن (به انگلیسی: Katrina Bowden) بازیگر و مدل آمریکایی زاده ۱۹ سپتامبر ۱۹۸۸میلادی در شهر ویکاف، ایالات نیوجرسی است. وی در سریال قانون و نظم: واحد قربانیان ویژه که یک سریال دربارهٔ ماجراهای اداره پلیس و دادستانی نیویورک بود. ایفای نقش کرد و در سریالهای بعدی خود ۳۰ راک محصول ۲۰۰۶ و بتی زشته نقش آفرینی کرد. کاترینا بودن، در فیلم سینمایی تاکر و دیل در برابر شیطان که فیلمی کمدی ترسناک محصول ۲۰۱۰ را بازی کرد. و در فیلم بعدی خود بنام پیرانا سه بعدی دی (۲۰۱۲) نیز ایفای نقش کرد. در سال ۲۰۲۱ دو فیلم سفید بزرگ و قهرمان مادرزاد نیز از او منتشر شد. او در فیلم آخرین جشنواره فیلم بازی کرده‌است.